# Xi Cephei
Kurhah eller Xi Cephei (ξ Cephei, förkortat Xi Cep, ξ Cep), som är stjärnans Bayer-beteckning, är en multipelstjärna i den mellersta delen av stjärnbilden Cepheus. Den har en kombinerad skenbar magnitud på +4,2 och är synlig för blotta ögat där ljusföroreningar ej förekommer. Baserat på parallaxmätningar i Hipparcos-uppdraget på 38,1 mas beräknas den befinna sig på ca 86 ljusårs (26 parsek) avstånd från solen. 

## Nomenklatur
Beteckningarna för stjärnans tre beståndsdelar Xi Cephei A, B och C, och A-komponenterna - Xi Cephei Aa och Ab - utgår från konventionen som används av Washington Multiplicity Catalog (WMC) för mångstjärniga system och har antagits av Internationella Astronomiska Unionen (IAU).
Xi Cephei har de traditionella namnen Kurhah, Alkirdah eller Al Kirduh, som kommer från Qazvini som gav stjärnan namnet Al'urḥaḥ ( القرحة al-qurhah), ett arabiskt ord Ideler översatt som en vit fläck eller bläs på hästens huvud. Allen påpekar att Ideler inte tyckte att detta var ett riktigt namn för en stjärna, och föreslog namnet Al Ḳirdah (ألقردة al qírada "The Ape"). År 2016 organiserade Internationella Astronomiska Unionen en arbetsgrupp för stjärnnamn (WGSN)  med uppgift att katalogisera och standardisera riktiga namn för stjärnor. WGSN fastställde i september 2016 namnet Kurhah för Xi Cephei Aa, som nu ingår i IAU:s lista över godkända stjärnnamn.

## Egenskaper
Primärstjärnan Xi Cerphei Aa är sannolikt en gul till vit underjättestjärna av spektralklass Am, Den har en massa som är ungefär lika stor som solens massa, en radie som är ca 3 gånger större än solens och utsänder ca 16 gånger mera energi än solen från dess fotosfär vid en effektiv temperatur på ca 6 500 K.
Xi Cephei A är en dubbelsidig spektroskopisk dubbelstjärna med en omloppsperiod på 810,9 dygn och en excentricitet av 0,46. Primärstjärnan Aa är en kemiskt ovanlig Am-stjärna. Separerad med 8 bågsekunder ligger Xi Cephei B, som är en annan spektroskopisk dubbelstjärna. Slutligen finns Xi Cephei C, en stjärna av 13:e magnituden och spektraltyp F8 V, på nästan 2 bågminuters avstånd.